# 王奎 (弘治壬戌進士)
王奎（1463年—？），字文明，直隸常州府武進縣人，民籍，明朝政治人物。

## 生平
弘治十一年（1498年）戊午科應天府鄉試第三十八名舉人。弘治十五年（1502年）中式壬戌科會試第八十七名，三甲第一百七十二名進士。

## 家族
曾祖王鎬；祖父王珪；父王公甫，母臧氏。慈侍下。弟垔、坤。